# 牛場大蔵
牛場 大蔵（うしば たいぞう、1913年（大正2年）4月1日 - 2003年（平成15年）11月17日）は、日本の医師・医学者。慶應義塾大学名誉教授。
兵庫県神戸市出身。慶應義塾幼稚舎、慶應義塾普通部を経て、慶應義塾大学医学部を卒業。慶應義塾大学医学部教授を務め、微生物学・免疫学の研究者として業績を残した。第8代医学部長を歴任した。退職後は名誉教授。急性肺炎のため慶應病院で死去、享年90。国家公安委員会委員も務めた。
三男・牛場暁夫はフランス文学者、孫・牛場潤一は神経科学者。兄に牛場友彦、牛場信彦。祖父に牛場卓蔵。

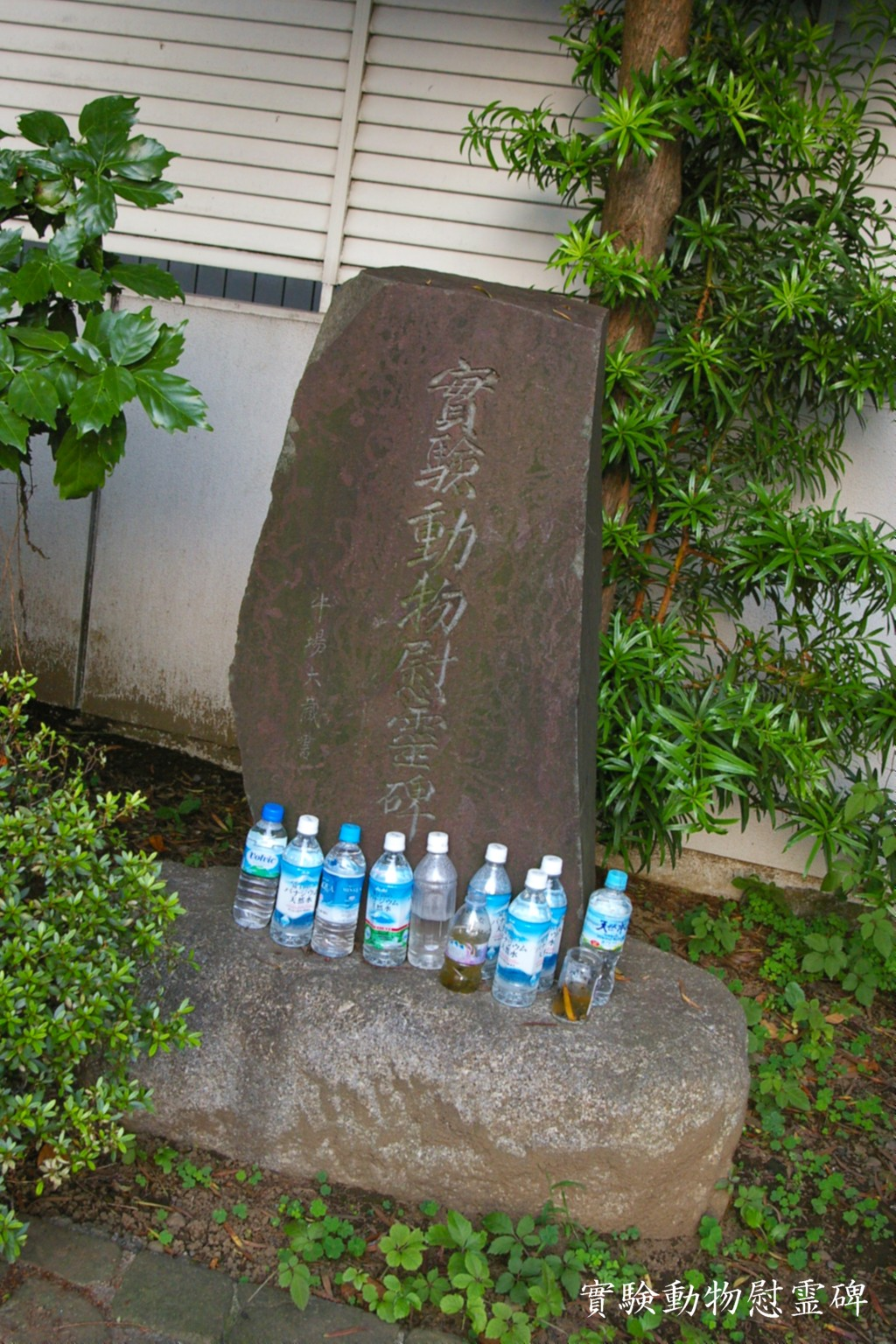
実験動物慰霊碑
(牛場大蔵書)
慶應義塾大学信濃町キャンパス内

## 受賞歴
- 1941年6月23日 - 慶應義塾大学より医学博士号取得
- 1971年 - 「実験チフス症の感染と免疫の研究」で野口英世記念医学賞受賞[2]

## 著書・関連書
- 「病原細菌学要説」 南山堂 1949
- 「細菌学の一般知識」 牧書房 1950（科學新書）
- 「細菌学入門」 南山堂 1955
- 「チフス性疾患と免疫」 出版者不明 1959
- 「チフス、百日咳を中心とした感染機転の研究班研究成果」（牛場大蔵ほか著） 文部省、1960（文部省科学研究費総合研究 ; 昭和35年度）
- 「臨床診断微生物学」（牛場大蔵ほか編） 朝倉書店 1961
- 「免疫と臨床 予防接種を中心に」 金原出版 1964（新臨床医学文庫）
- 「感染と免疫」 中外医学社 1965（中外医学双書）
- 「小林六造」（牛場大蔵ほか編） 小林六造先生記念会 1972
- 「牛場大蔵」牛場教授退職記念世話人会 1979（非売品）
- 「新細菌学入門 微生物学・免疫学要説」（斎藤和久共編） 南山堂 1982
- 「最新医学略語辞典」（牛場大蔵監修、橋本信也・斎藤泰一・清水哲也編） 中央法規出版 1987
- 「南風」（句集） 佐久書房 1989
- 「若い臨床医のための院内ルール読本」 ぼいす編 1990
- 「牛場大蔵著作集 医学教育に思う」 中央法規出版 1990